# ホテル千秋閣
ホテル千秋閣（ホテルせんしゅうかく、英語: Hotel Sensyukaku）は、徳島県徳島市幸町に位置する観光ホテル。

## 沿革
- 1907年（明治40年）12月22日 - 翌年予定の皇太子（後の大正天皇）行啓時の宿泊施設として適翠閣跡に千秋閣を建設[1]。
- 1908年（明治41年）04月14日 - 皇太子（後の大正天皇）が来県し千秋閣に3泊する。
- 1922年（大正11年）11月28日 - 摂政宮（後の昭和天皇）が来県し千秋閣に1泊する。
- 1945年（昭和20年）07月04日 - 徳島大空襲により焼失[1]。
- 1969年（昭和44年） - 千秋閣を現在地で再建。

## 施設
1F
- フロント
- 予約相談室
- 売店
- 立体駐車場
- ATM
- 歯科

6F
- 大小和洋宴会場
- 結婚式場
- 写真室

7F
- 大小和洋宴会場

8F
- 和・洋室

9F
- 和・洋客室
- 自動販売機コーナー

10F
- レストラン聚楽
- 喫茶コーナー

## 交通
車
- 本州四国連絡道路「鳴門インターチェンジ」より国道11号を南へ約10km。徳島自動車道「徳島インターチェンジ」より国道11号を南へ約4km。

鉄道
- JR徳島駅より徒歩約7分。